# Lafferty
Lafferty – jednostka osadnicza w Stanach Zjednoczonych, w stanie Ohio, w hrabstwie Belmont.